# Lijst van beschermd erfgoed in de gemeente Groussbus-Wal
In deze lijst van beschermd erfgoed in de gemeente Groussbus-Wal zijn alle geclassificeerde nationale monumenten van de Luxemburgse gemeente Groussbus-Wal opgenomen.

## Monumenten per plaats

### Buschrodt
| Object               | Bouwjaar/architect | Locatie        | Datum beschermd?     | Coördinaten | Afbeelding |
| -------------------- | ------------------ | -------------- | -------------------- | ----------- | ---------- |
| Voormalige boerderij |                    | Angelsgronn 26 | 4 februari 2019 (IS) |             |            |

### Dellen
| Object                                   | Bouwjaar/architect | Locatie       | Datum beschermd?      | Coördinaten | Afbeelding |
| ---------------------------------------- | ------------------ | ------------- | --------------------- | ----------- | ---------- |
| Kapel en het plein met de oude lindeboom |                    | rue du Lavoir | 20 november 2017 (IS) |             |            |

### Grosbous
| Object                                                                                  | Bouwjaar/architect | Locatie             | Datum beschermd?      | Coördinaten | Afbeelding |
| --------------------------------------------------------------------------------------- | ------------------ | ------------------- | --------------------- | ----------- | ---------- |
| Gebouw                                                                                  |                    | rue d'Ettelbruck 13 | 29 mei 2009 (MN)      |             |            |
| School van Grosbous                                                                     |                    |                     | 28 januari 1982 (IS)  |             |            |
| Oude boerderij «Prommenhaff», met plaats, bijgebouwen, tuin en het aangrenzende weiland |                    | route de Bastogne 5 | 26 januari 1988 (IS)  |             |            |
| Gebouw                                                                                  |                    | rue de Mersch 3     | 31 mei 2007 (IS)      |             |            |
| Gebouwen van de oude molen van Grosbous                                                 |                    | rue d'Ettelbruck 10 | 2 juli 2009 (IS)      |             |            |
| Gebouwen                                                                                |                    | rue de Mersch 6     | 3 september 2009 (IS) |             |            |
| Gebouwen                                                                                |                    | rue de Mersch 8     | 3 september 2009 (IS) |             |            |
| Gebouwen                                                                                |                    | rue de Mersch 9     | 3 september 2009 (IS) |             |            |
| Gebouw                                                                                  |                    | rue de Mersch 10    | 3 september 2009 (IS) |             |            |
| Gebouwen                                                                                |                    | rue de Mersch 12    | 3 september 2009 (IS) |             |            |
| Gebouwen                                                                                |                    | rue de Mersch 14    | 3 september 2009 (IS) |             |            |
| Gebouw                                                                                  |                    | rue de Mersch 16    | 3 september 2009 (IS) |             |            |
| Gebouw                                                                                  |                    | rue du Brill 1      | 3 september 2009 (IS) |             |            |
| Gebouw                                                                                  |                    | rue d'Ettelbruck 8  | 2 november 2009 (IS)  |             |            |

### Rindschleiden
| Object                         | Bouwjaar/architect | Locatie | Datum beschermd?    | Coördinaten | Afbeelding |
| ------------------------------ | ------------------ | ------- | ------------------- | ----------- | ---------- |
| Parochiekerk van Rindschleiden |                    |         | 6 januari 1938 (MN) |             |            |

### Wahl
| Object | Bouwjaar/architect | Locatie        | Datum beschermd?      | Coördinaten | Afbeelding |
| ------ | ------------------ | -------------- | --------------------- | ----------- | ---------- |
| Huis   |                    | Rue Faubourg 5 | 16 december 2015 (MN) |             |            |

## Bron
- Liste des immeubles et objets classés monuments nationaux ou inscrits à l'inventaire supplémentaire